# Vedi (vattendrag)
Vedi är ett vattendrag i Armenien. Det ligger i den centrala delen av landet, 40 kilometer söder om huvudstaden Jerevan.
Trakten runt Vedi består i huvudsak av gräsmarker. Runt Vedi är det ganska glesbefolkat, med 40 invånare per kvadratkilometer.